# Ciordia (apellido)
Ciordia es un apellido navarro de tipo toponímico y etimología eusquérica. Su origen se halla en el municipio navarro de Ciordia, que recientemente, según las normas ortográficas de la lengua vasca, ha pasado a escribirse en vasco como Ziordia.

## Etimología

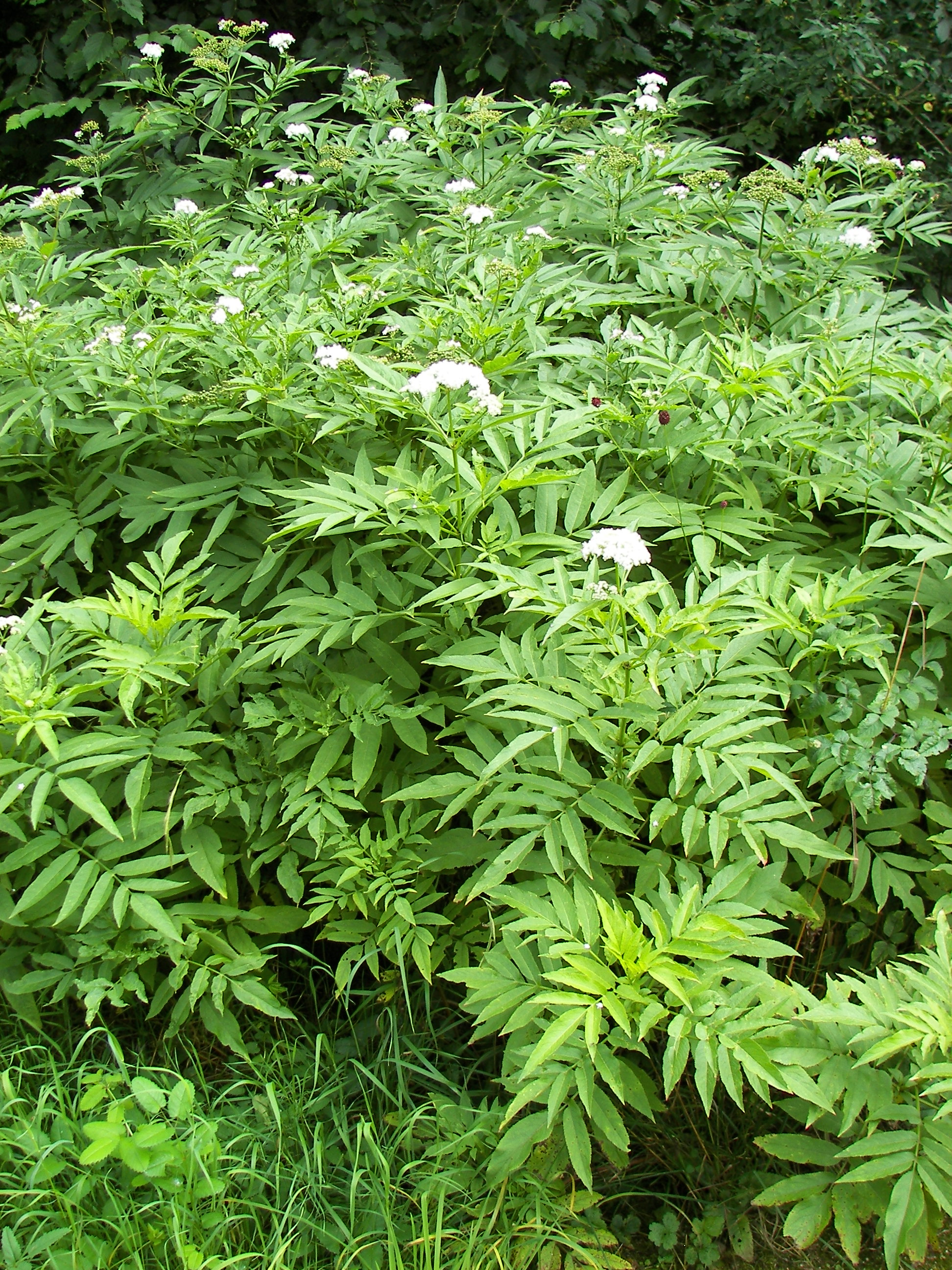
Grupo de plantas de yezgo o saúco menor.

La etimología vasca de este municipio parece clara, y significa "el yezgal", es decir, lugar abundante en la planta llamada yezgo o saúco menor (nombre científico Sambucus ebulus). Está formada con la raíz zi(g)or-, que significa "yezgo"', el sufijo abundancial -di- y el artículo -a. En la documentación antigua, según transmite Mikel Belasko, el lugar aparece escrito con las variantes: Çuordia (1268, 1366), Ciorduya (1489) y Ziordisaroi (1713).

## Distribución
Según el Instituto Nacional de Estadística, en España el apellido es más frecuente en las provincias de Navarra, La Rioja, Álava, Vizcaya, Zaragoza, y Málaga por este orden. En Navarra el apellido es más habitual en la merindad de Estella. También hay personas con este apellido en Hispanoamérica y los EE. UU.

## Heráldica
Según Bernardo Anaut hay varios escudos heráldicos de este apellido:
- Navarra: Cuatro cuarteles: en el primero, sobre sinople, dos cabezas de dragones en oro, que tienen en las bocas asida una banda del mismo metal; en el segundo, tres barras o fajas de azur sobre plata; en el tercero, tres calderas de sable sobre oro, y en el cuarto, dos lobos de sinople sobre azur, y en su orla, dieciséis aspas de gules sobre oro. En el municipio navarro de Desojo una casa solariega luce este escudo heráldico. Estos se dicen descendientes de Hernando de Ciordia, marido de María Arcaya, cuyo hijo obtuvo hidalguía el 7 de octubre de 1596.[4]
- Existe una segunda variante de este mismo escudo:[4] entado en punta, cuatro flores de lis en cruz en oro sobre azur.
- Guipúzcoa: en gules, un castillo de plata.
- Otros: en gules, un león rampante de oro, coronado de lo mismo y linguado de gules.

(Véase Heráldica para los colores)